# Jamshoro
Jamshoro (en ourdou : جامشورو, en sindhi : ڄام شورو) est une ville pakistanaise, capitale du district de Jamshoro, dans la province du Sind.
La ville est située sur la rive droite du fleuve Indus, à 18 kilomètres au nord-ouest d'Hyderabad, et à 150 kilomètres de la capitale provinciale, et plus grande ville du pays, Karachi.
La ville est surtout connu pour ses établissements d'enseignement supérieure : l'Université du Sind, la Mehran University of Engineering and Technology et la Liaquat University of Medical and Health Sciences, ainsi que plusieurs facultés, notamment une école de cadets de l'armée pakistanaises, destinée à former des officiers. Divers hommes politiques d'importance ont étudié dans la ville, dont notamment Asif Ali Zardari et Zulfiqar Mirza.
La population de la ville est évaluée à 34 420 habitants selon le recensement officiel de 2017. Selon le recensement de 2023, la population de la ville monte à 88 190 habitants.